# 杨自力
杨自力（1962年8月—），男，汉族，四川自贡人，中华人民共和国政治人物，中国共产党党员，第十三届全国人民代表大会四川地区代表。

## 生平
2015年7月，任中共攀枝花市委副书记、市长。2016年8月，调任中共遂宁市委副书记、市长。2018年12月，任四川产业振兴发展投资基金有限公司党委书记、董事长。
2018年2月24日，当选为第十三届全国人大代表。